# Washington Blade
El Washington Blade es un periódico semanal LGBT del área metropolitana de Washington. El Blade es el periódico LGBTI más antiguo de los Estados Unidos y el segundo con más tirada tras el Gay City News de Nueva York. Es frecuentemente calificado como el diario de referencia gay de Estados Unidos al realizar crónicas de noticias LGBT locales, nacionales e internacionales. El New York Times dijo que el Blade era considerado "una de las publicaciones más influyentes dirigida a una audiencia gay".
El periódico fue lanzado originalmente por un grupo de voluntarios como una publicación independiente en octubre de 1969 con la intención de hacer que la comunidad se juntara. En 2001, el Blade fue adquirido por Window Media, LLC, un grupo de periódicos dirigido al público gay en Estados Unidos, con un equipo compuesto por periodistas profesionales, convirtiéndose en la principal fuente de noticias para los lectores tanto en Washington como en el resto del país. El periódico se publicaba semanalmente los viernes, y celebró su cuadragésimo aniversario en octubre de 2009.
En noviembre de 2009, el Blade y otras publicaciones relacionadas, incluyendo el Southern Voice, dejaron de publicarse al anunciar Window Media que cerraba su negocio. Cuando los empleados del Blade supieron que ya no tenían un trabajo, comenzaron los planes para un nuevo periódico gay, aunque el nombre Washington Blade ya no sería usado. Finalmente el nuevo nombre fue DC Agenda, la cual adquirió el 25 de febrero de 2010 la marca Washington Blade. El 26 de abril de 2010 se anunció que el nombre Washington Blade volvería a ser el de la publicación, mientras que DC Agenda se convirtió en el nombre de la sección de artes y entretenimiento.